# Plagiochila terebrans
Plagiochila terebrans là một loài rêu tản trong họ Plagiochilaceae. Loài này được Nees & Mont. miêu tả khoa học lần đầu tiên năm 1842.